# Rafael Escobar
Rafael Escobar i Martínez (Burjasot, 1942) es un escritor español en valenciano. Trabaja como funcionario técnico de la Generalidad Valenciana. Entre 1972 y 1980 vivió en Alicante, donde colaboró con diversos diarios y comenzó a escribir en catalán. En 1993 obtuvo el Premio Andrómeda de narrativa. Es miembro de la Asociación de Escritores en Lengua Catalana.

## Obras
- L'estel capgirat (1992)
- L'últim muetzí (1993)
- Els vidres entelats (2000), Premio Antoni Bru
- Les veus de la vall (1998), Premio Vila d'Onil
- La dona menuda (1991)
- Perversa oronella tardana
- La presó circular (1997)
- Impecable planificació (1993)
- El camí de les bardisses (2003)
- Històries urbanes (2003)
- Els vidres entelats (2001)